# Галецкий, Пётр Семёнович
Пётр Семёнович Галецкий (ум. 1754) — Гадяцкий полковник, сын генерального бунчужного Войска Запорожского Семёна Яковлевича Галецкого и внучки Бакланского сотника Терентия Ширая.
Учился в Киевской академии, в 1725 году был вице-секретарём одной из её конгрегаций и в 1727 году находился в классе риторики.
В 1734 году, по именному указу, Галецкий был назначен Стародубовским полковым сотником на место отца, а 13 августа 1738 года, по представлению фельдмаршала Франца Морица фон Ласси, пожалован Гадяцким полковником за смерть отца.
В 1738 году, в ходе Русско-турецкой войны 1735—1739 гг., Галецкий принимал участие во втором Крымском походе.
6 июля 1743 года Пётр Семёнович Галецкий получил за заслуги царскую грамоту на уряд полковничества.
25 августа 1754 года еще одной грамотой ему было пожаловано 178 дворов крестьян за смерть отца.
Пётр Семёнович Галецкий скончался 28 июня 1754 года в городе Глухове, занимая уряд Гадяцкого полковничества.